# Manifest (NCPN)
Het Manifest is een krant van de Nieuwe Communistische Partij-NCPN uitgegeven via de Stichting HOC. De krant verschijnt vierwekelijks in een oplage van 2.500 exemplaren. In het verleden (van eind jaren tachtig tot begin jaren negentig) verscheen Manifest als weekblad. Leden van de NCPN verspreiden de krant onder meer op demonstraties en bij bedrijfsacties. De krant doet verslag van strijd in binnen- en buitenland, en biedt theoretische en achtergrondbeschouwingen vanuit een marxistisch perspectief. Manifest is ook via internet te lezen. Een abonnement op de papieren versie kost 32 euro per jaar.

## Geschiedenis
Manifest verscheen voor het eerst in 1983, als bulletin van het Horizontaal Overleg van Communisten, aanvankelijk een groep binnen de CPN. Tot publicatie werd besloten omdat, volgens het redactioneel, in de publicaties van de CPN geen ruimte meer werd geboden voor de marxistisch-leninistische denkrichting. Manifest beoogde deze opvattingen kenbaar te maken in de interne partijstrijd van de CPN. Nadat de 'horizontalen' in 1984 uit de CPN waren getreden, werd Manifest het officiële orgaan van het Verbond van Communisten in Nederland. Bij de oprichting van de NCPN in 1992 werd het de krant van de NCPN.